# (639) Latona
(639) Latona es un asteroide perteneciente al cinturón de asteroides descubierto el 19 de julio de 1907 por Karl Julius Lohnert desde el observatorio de Heidelberg-Königstuhl, Alemania.
Está nombrado por Latona, nombre en latín de la madre de Apolo y Artemisa.Forma parte de la familia asteroidal de Eos.